# Antonín Vojtěch Horák

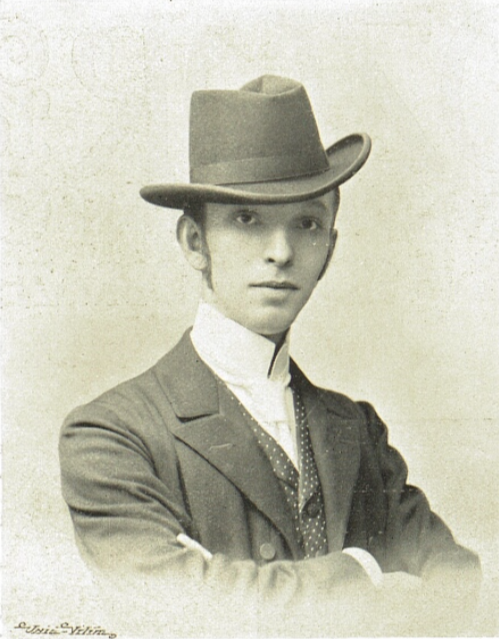
Antonín Vojtěch Horák, Foto in der Illustrieren Světozor, 1910

Antonín Vojtěch Horák (* 7. Juli 1875 in Prag, Österreich-Ungarn; † 12. März 1910 in Belgrad, Königreich Serbien) war ein tschechischer Komponist und Dirigent.

## Leben
Nachdem er ein Prager Lehrerinstitut absolviert hatte, arbeitete Antonín Vojtěch Horák zunächst selbst für zwei Jahre als Pädagoge. Parallel dazu erhielt eine musikalische Ausbildung in Klavier bei Ondřej Horník und Komposition bei Zdeněk Fibich. Seit 1901 war er Dirigent des Theaterorchesters in Brünn und ein Jahr später wurde er Dirigent des Stadttheaters in Pilsen. Zwei Jahre lang leitete er das Orchester im kroatischen Osijek. Nach seiner Rückkehr nach Prag wurde er erster Dirigent des Operettentheaters von Smíchov. Im Dezember 1909 begann er ein Engagement als erster Dirigent der Oper in Belgrad, doch bereits im Januar erkrankte er schwer. Er verstarb an Tuberkulose am 12. März 1910 und wurde sechs Tage später auf den Prager Olšany-Friedhöfen beigesetzt.

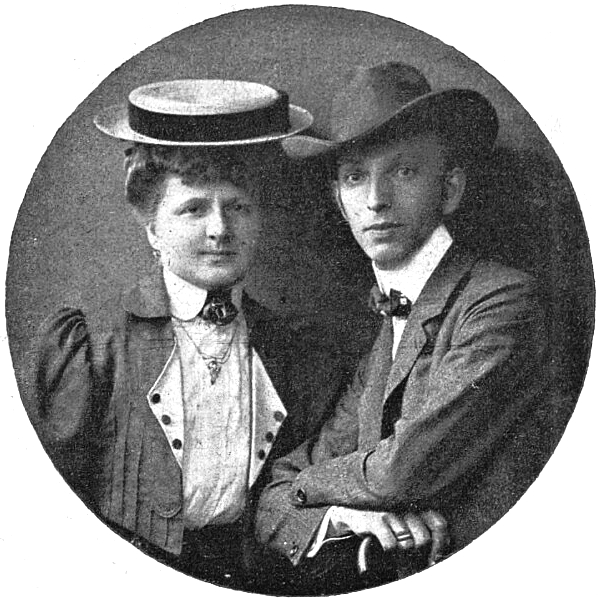
Antonín Vojtěch Horák mit seiner Frau Juliana Vašíčková (1910)

## Werke (Auswahl)

### Oper
- Am Abend des Weißen Samstags. Oper in einem Akt nach einem Libretto von Adolf Wenig (Uraufführung am Nationaltheater Prag, 21. September 1898)
- Großmutter. Oper in drei Akten nach dem Roman „Babička“ von Božena Němcová, Libretto: Adolf Wenig (Uraufführung am Nationaltheater Prag, 3. März 1900)[2]

### Sonstige Bühnen- und Vokalmusik
- Der Dudelsackspieler von Strakonitz. Bühnenmusik zu dem dramatischen Märchen von Josef Kajetán Tyl
- Die Laterne. Bühnenmusik zu dem Theaterstück von Alois Jirásek
- Nosáček. Melodram nach dem Märchen „Der Zwerg Nase“ von Wilhelm Hauff, Text von Adolf Wenig
- Die erste Mainacht. Kantate nach einem Text von Karel Jaromír Erben für Soli, Chor und Orchester
- Wenn Gott gibt für gemischten Chor a cappella
- Der Fluch der Tochter. Duett nach einem Text von Karel Jaromír Erben für Sopran, Alt und Klavier
- Lieder nach Gedichten von Josef Václav Sládek, Giovanni Boccaccio, Jaroslav Vrchlický, Vítězslav Hálek, František Ladislav Čelakovský u. a.

### Instrumentalmusik
- Jan Výrava. Vorspiel und Zwischenaktmusik zu dem Theaterstück von František Adolf Šubert
- Sinfonie
- Serenade für Streichorchester
- Walzer für Klavier